# Echinometridae
Famille
Les Echinometridae forment une famille d'oursins réguliers de l'ordre des Camarodonta.

## Description et caractéristiques
- Ce sont des oursins réguliers, de forme arrondie avec la bouche au centre de la face inférieure (« orale ») et l'anus au sommet opposé.
- La carapace (« test ») est arrondie et souvent elliptique, aplatie dorsalement.
- Les piquants (« radioles ») peuvent avoir des formes très variées suivant les espèces : aiguilles, baguettes, clous, spatules...
- La mâchoire (« Lanterne d'Aristote ») comporte 5 dents en gouttière (de type « camarodonte »)[2], enchâssée dans un péristome pourvu d'encoches buccales très peu prononcées ;
- Les ambulacres sont trigéminés ou polygéminés ;
- Les pédicellaires globifères ont une structure particulière, portant une unique dent latérale[3].

Cette famille semble être apparue entre l'Éocène et l'Oligocène, elle est aujourd'hui très présente à faible profondeur dans toute la ceinture tropicale.

## Liste des genres
| Selon World Register of Marine Species (15 octobre 2013) : ___ - genre Caenocentrotus H.L. Clark, 1912 -- 1 espèce - genre Colobocentrotus Brandt, 1835 -- 3 espèces - genre Echinometra Gray, 1825 -- 5 espèces (+1 éteinte) - genre Echinostrephus A. Agassiz, 1863 -- 2 espèces (+1 éteinte) - genre Evechinus Verrill, 1871 -- 1 espèce (+1 éteinte) - genre Heliocidaris L. Agassiz & Desor, 1846 -- 6 espèces (+1 éteinte) - genre Heterocentrotus Brandt, 1835 -- 2 espèces - genre Plagiechinus Pomel, 1883 † - genre Selenechinus de Meijere, 1904 -- 1 espèce - genre Zenocentrotus A.H. Clark, 1932 -- 2 espèces (+1 éteinte) | Selon ITIS (27 septembre 2013) : _______ - genre Anthocidaris Lütken, 1864 - genre Colobocentrotus Brandt, 1835 - genre Echinometra Gray, 1825 - genre Heterocentrotus Brandt, 1835 |

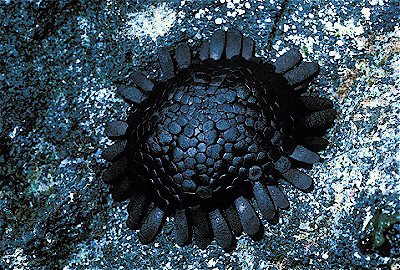
Colobocentrotus atratus
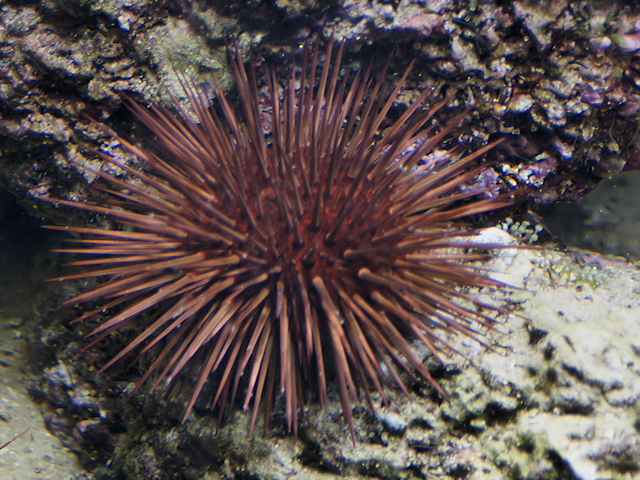
Echinometra lucunter
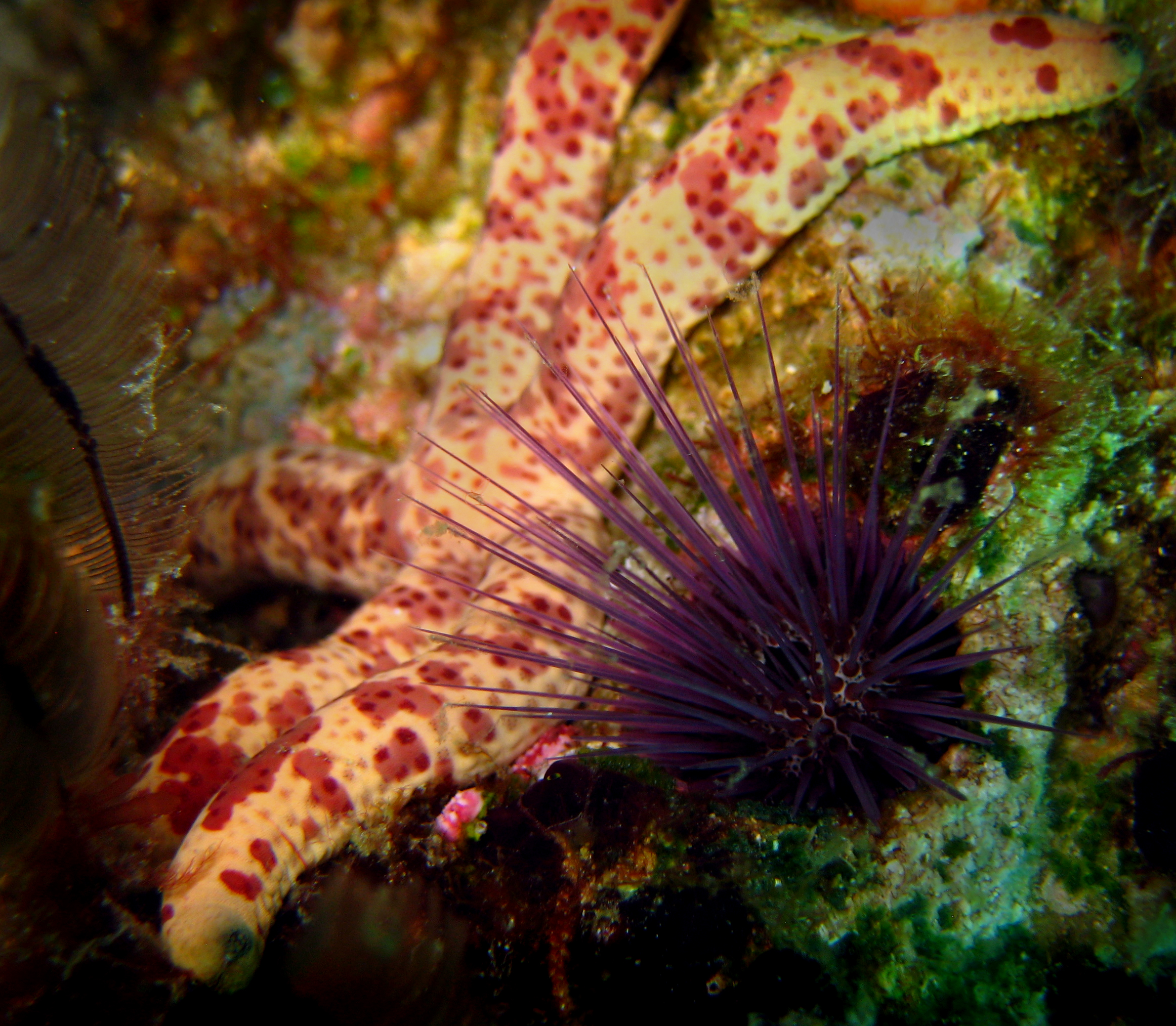
Echinostrephus molaris
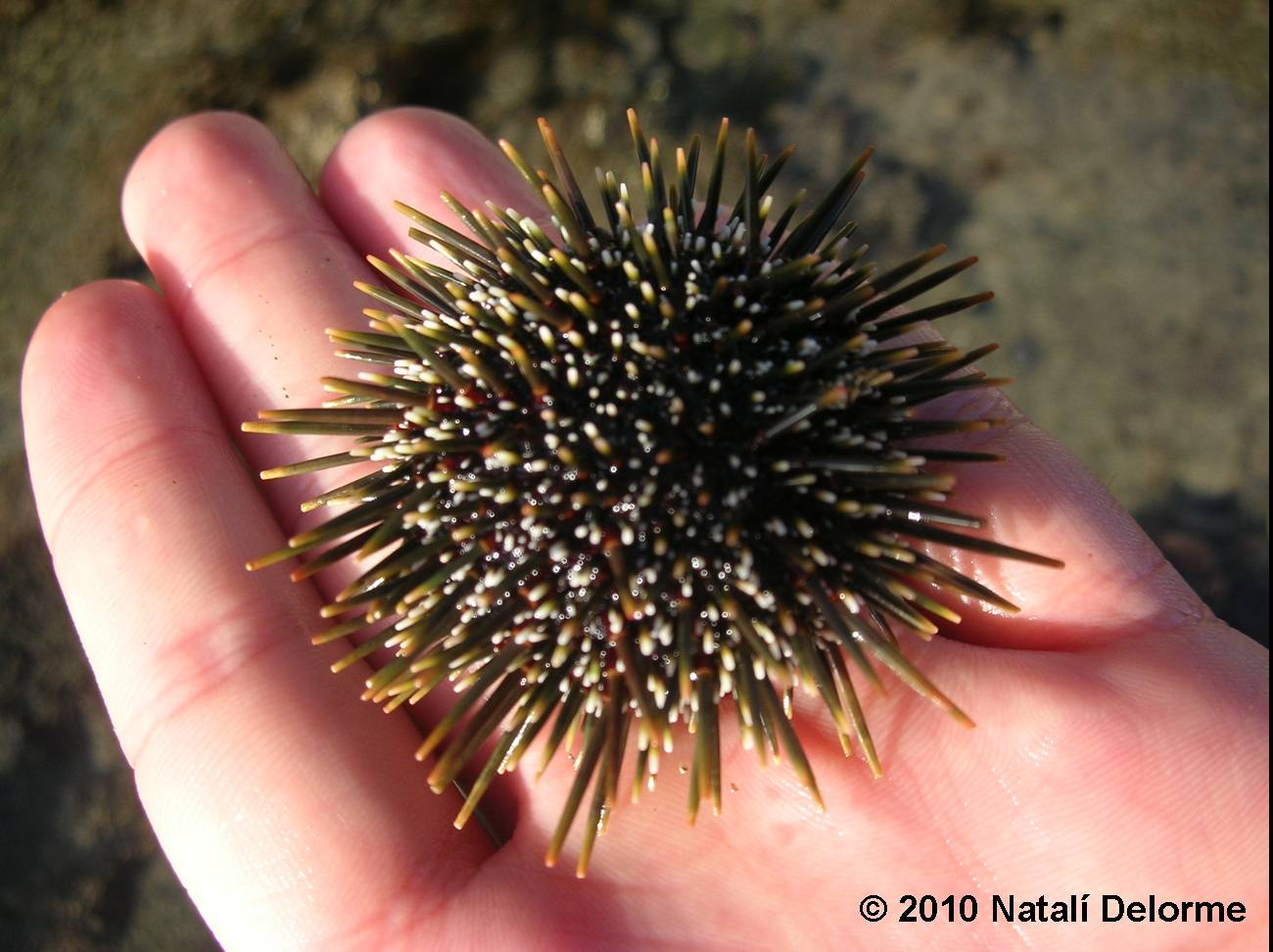
Evechinus chloroticus
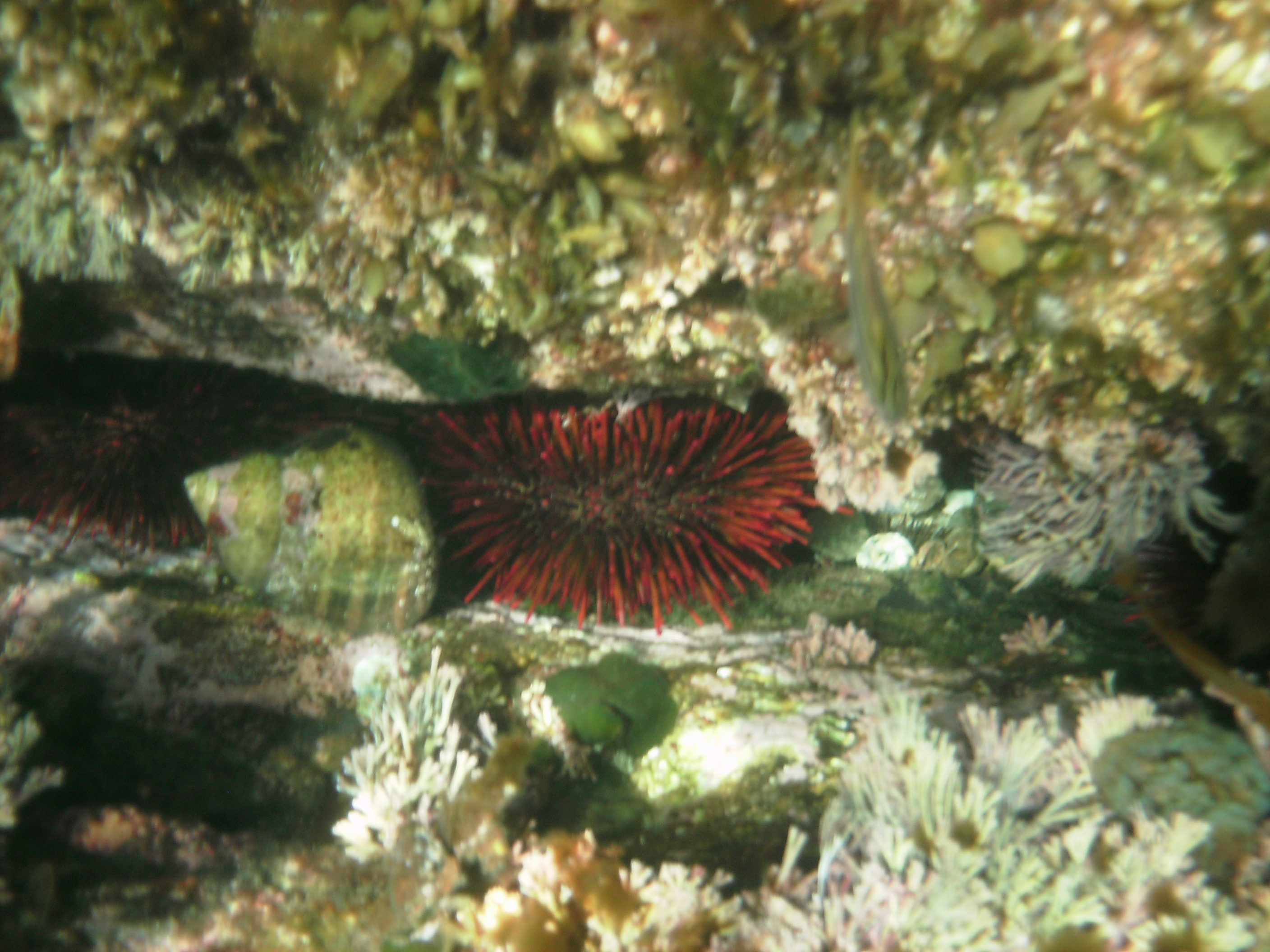
Heliocidaris tuberculata
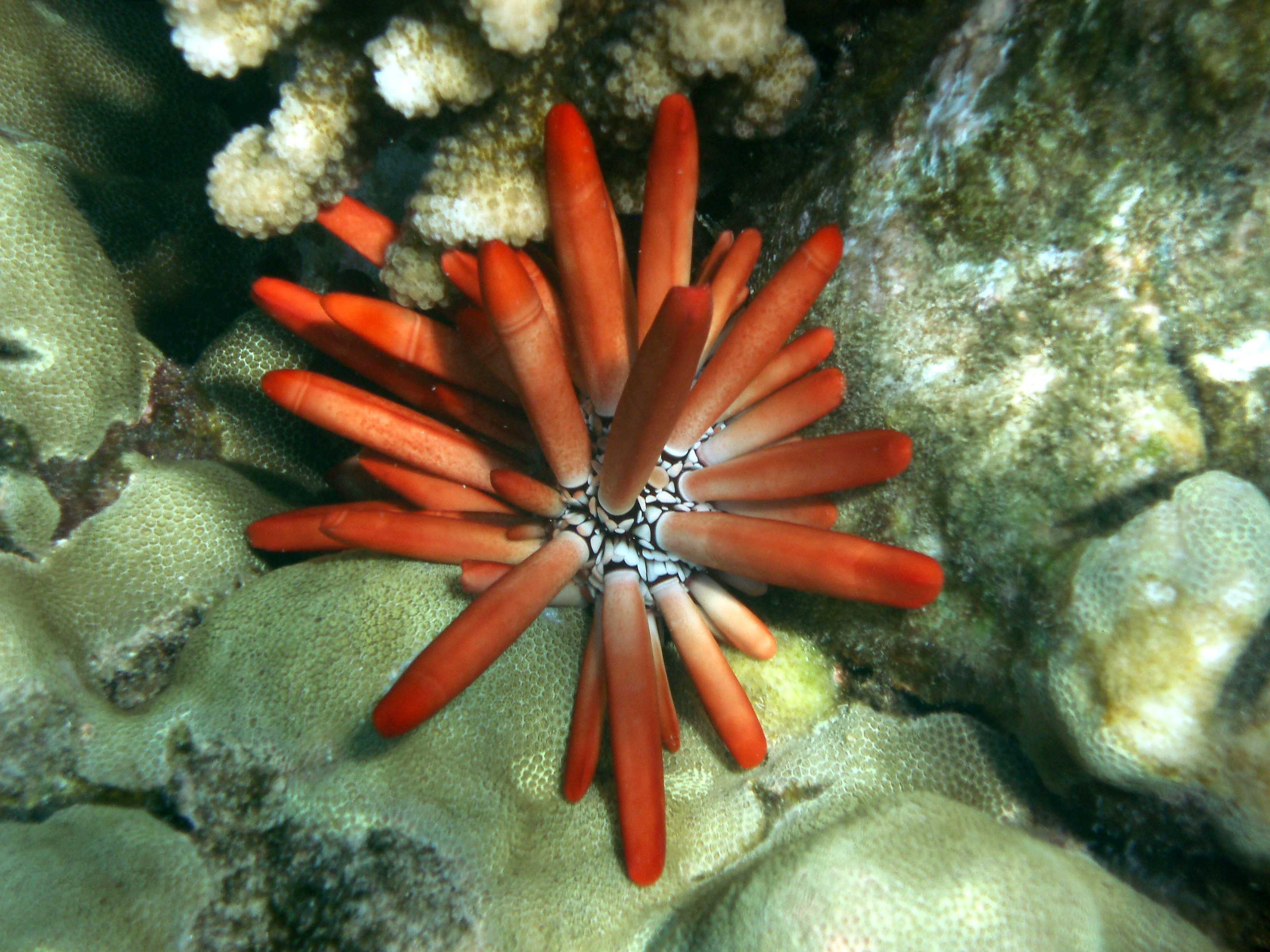
Heterocentrotus mammillatus
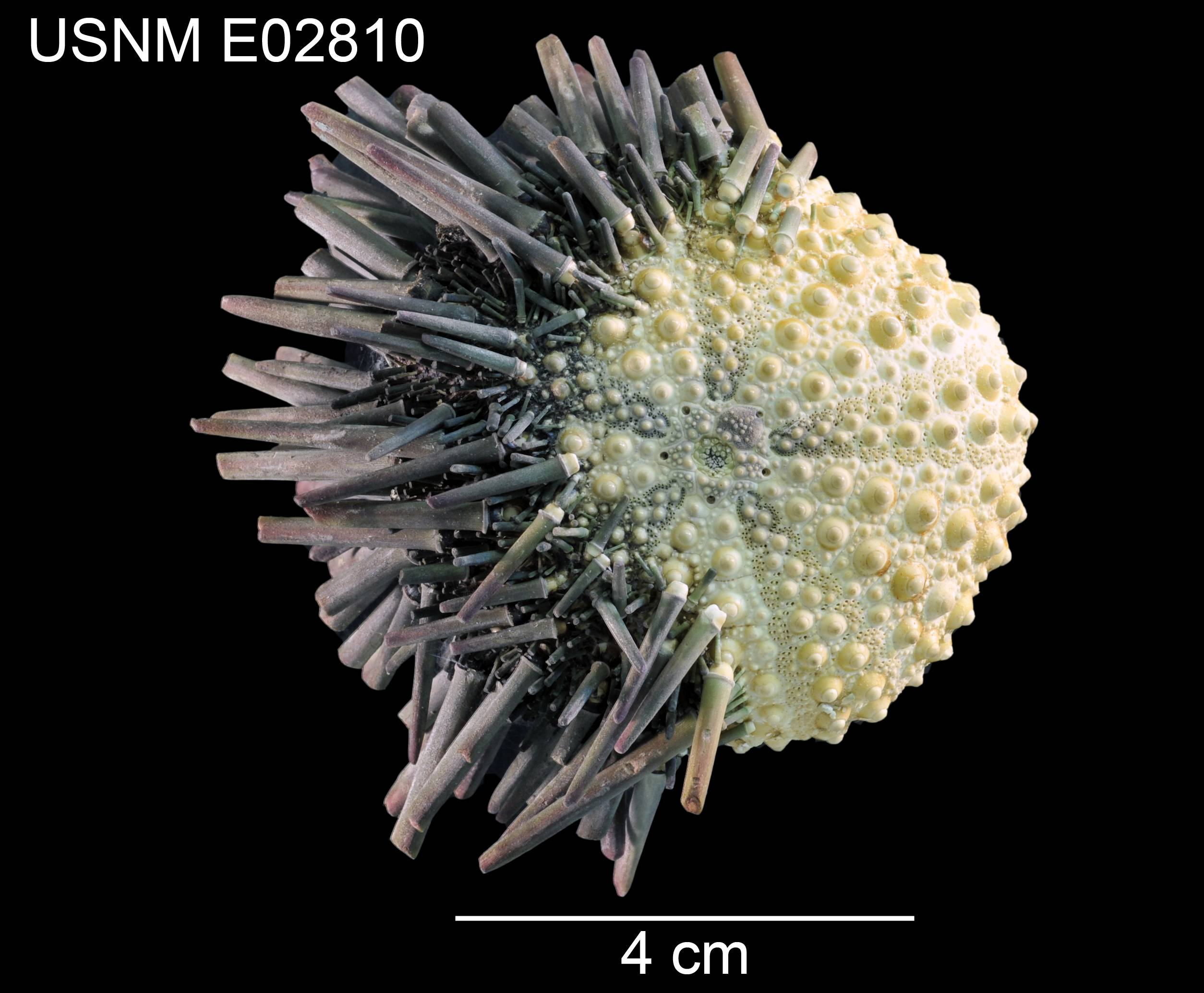
Zenocentrotus kellersi

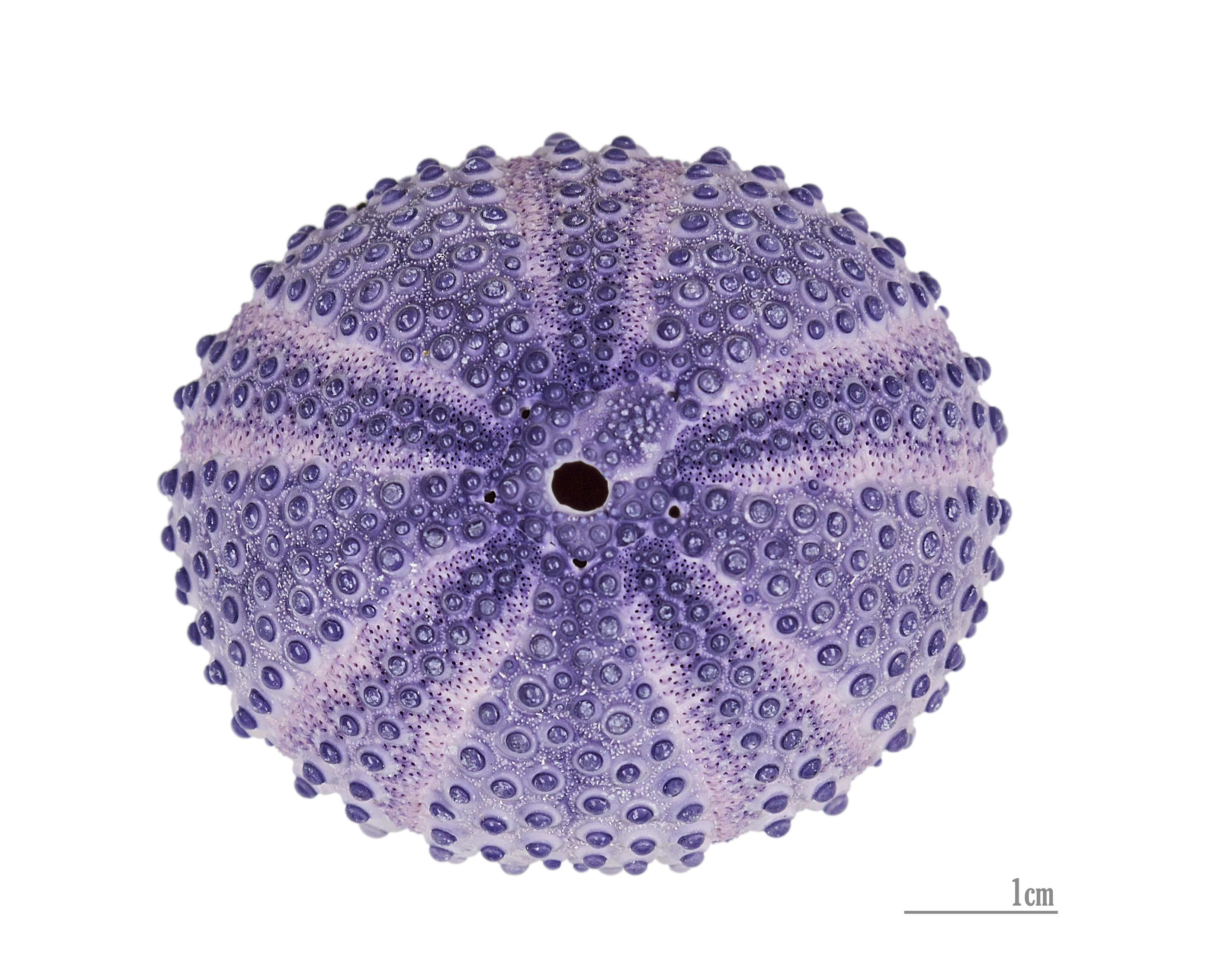
Test de Colobocentrotus atratus
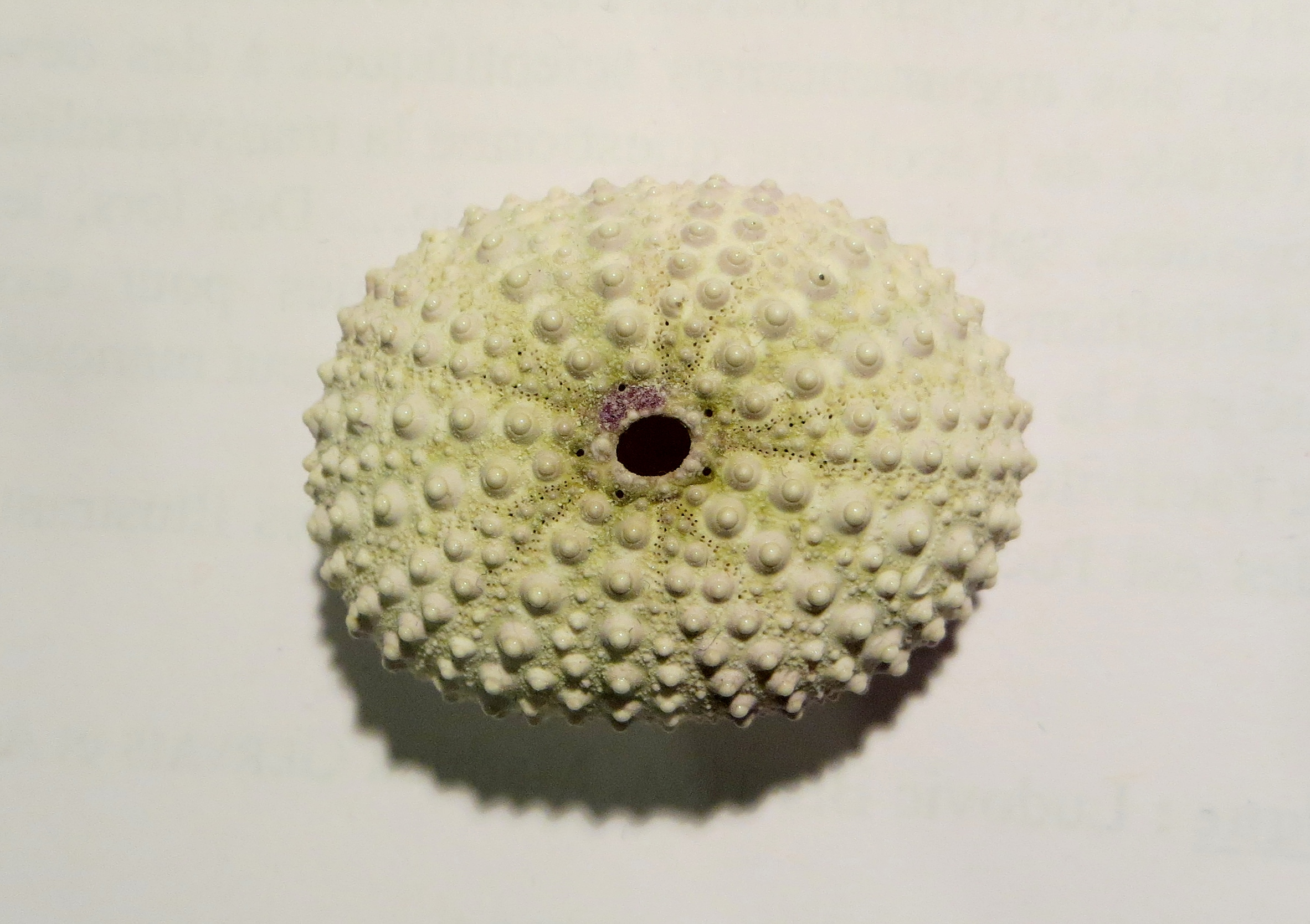
Echinometra mathaei
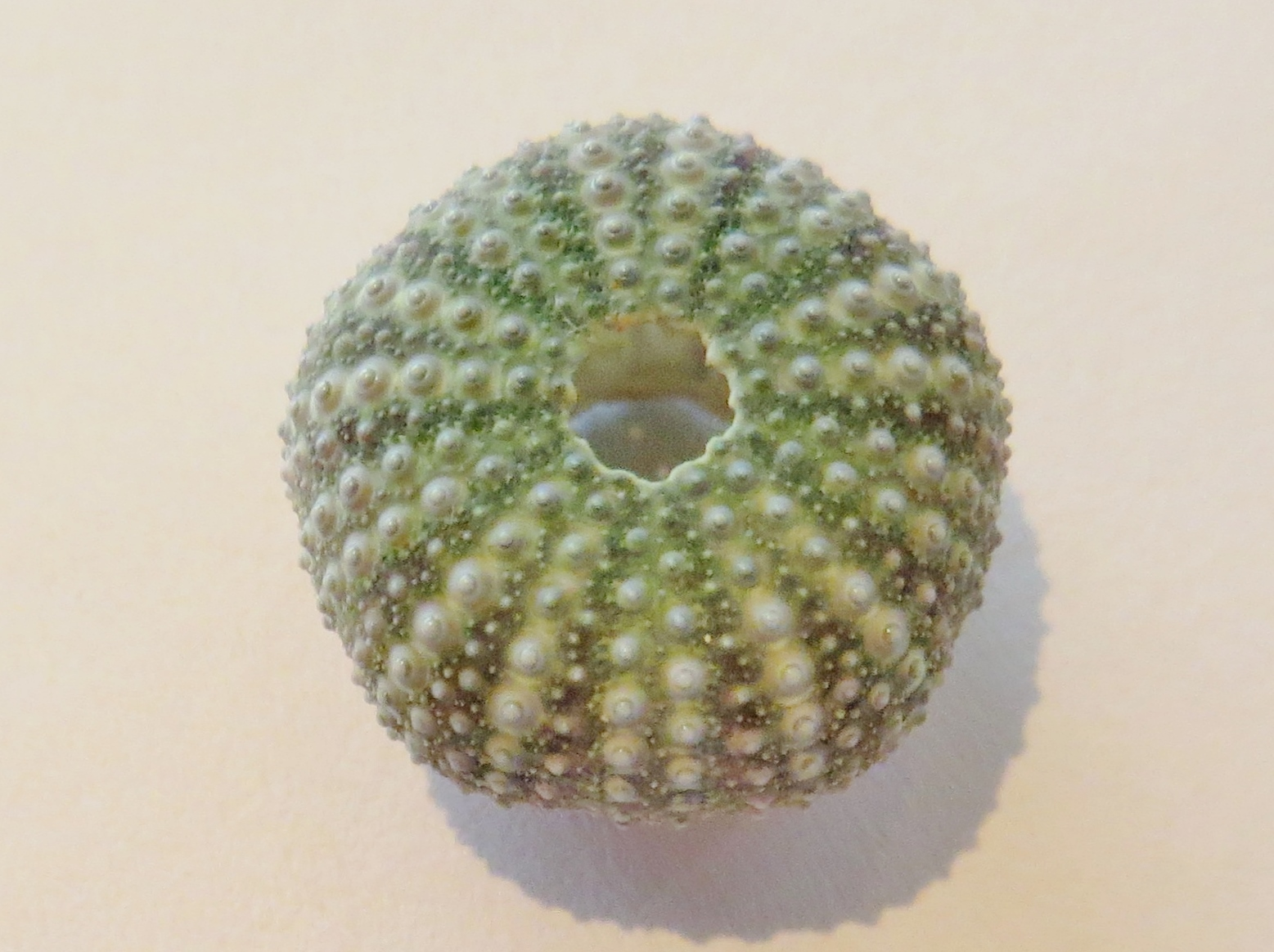
Echinostrephus molaris
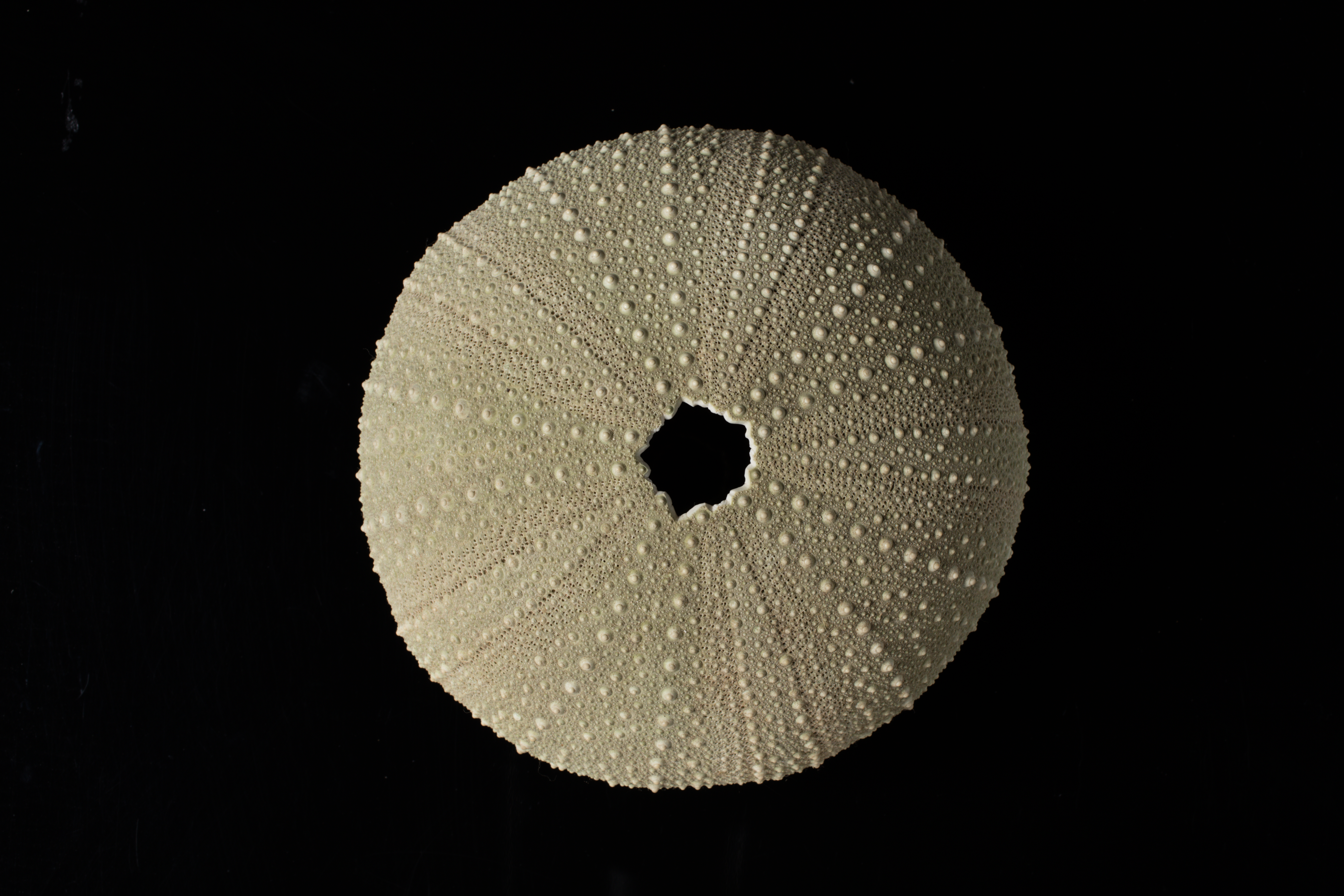
Evechinus chloroticus
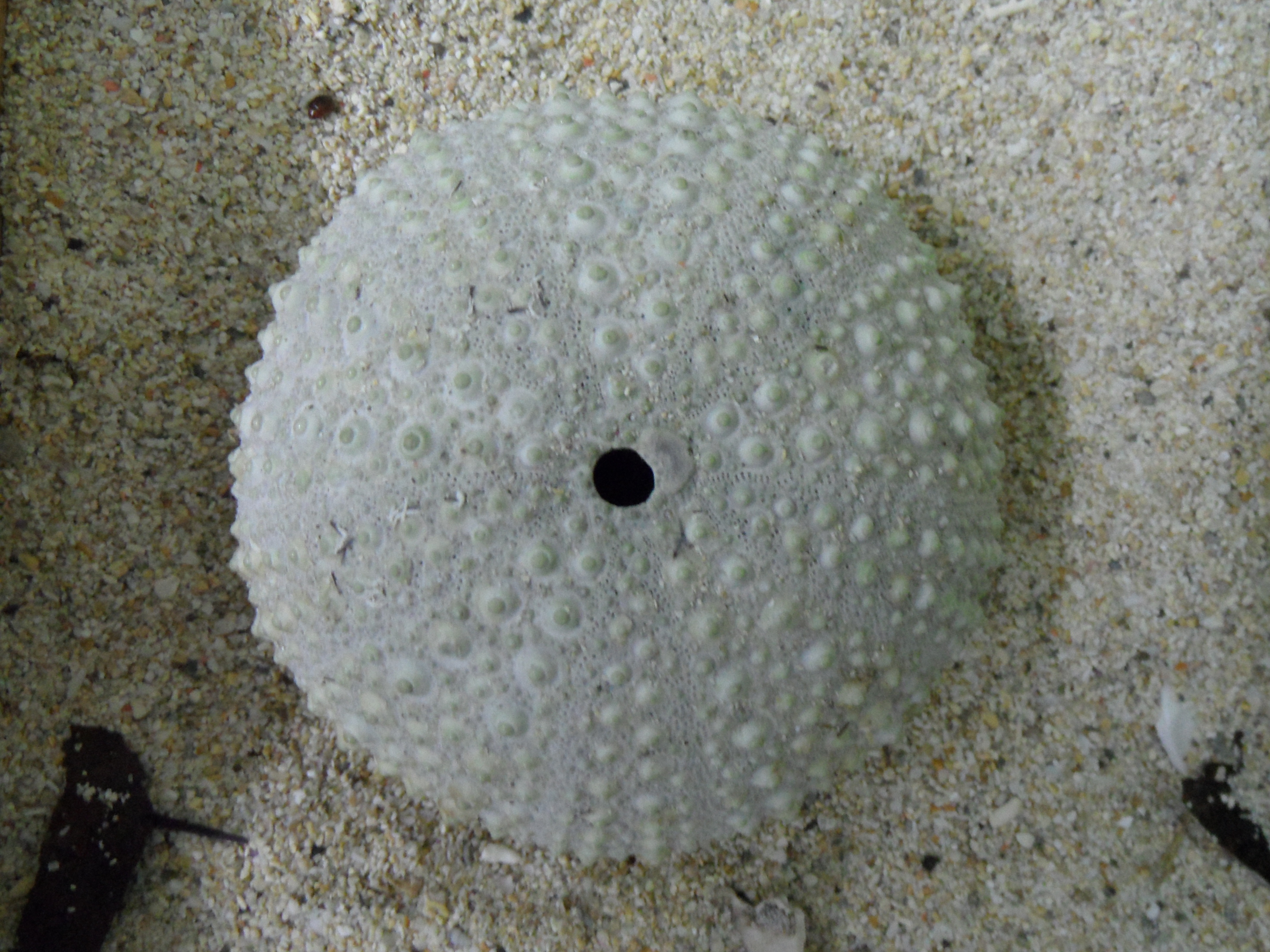
Heliocidaris tuberculata
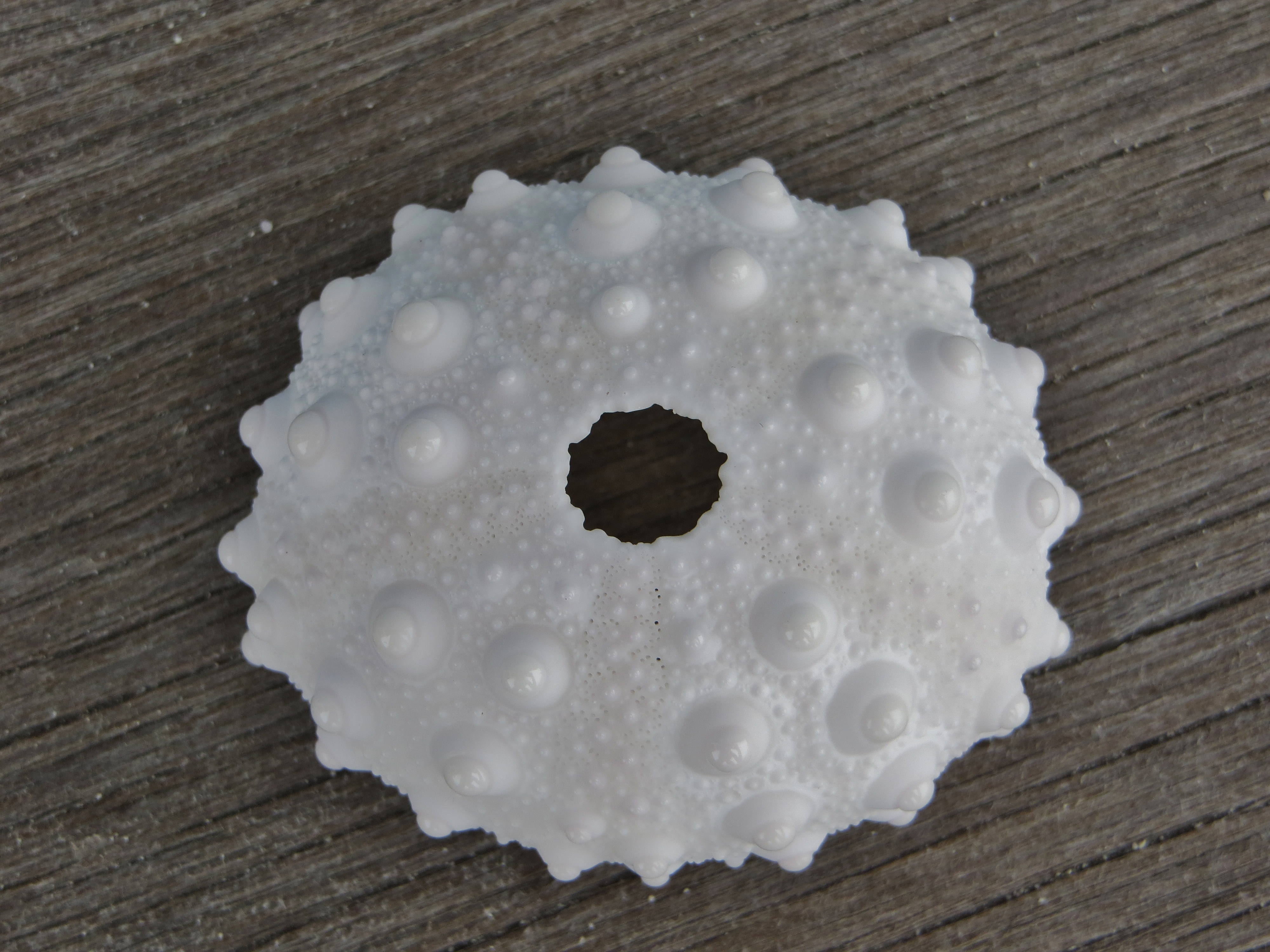
Heterocentrotus mamillatus